# Mona Awad
Mona Awad (née le 22 août 1978) est une romancière et nouvelliste canadienne. Elle écrit notamment des fictions horrifiques, sombres et tragi-comiques,.
Pour ce qui est des prix littéraires, le premier roman de Mona Awad, 13 Ways of Looking at a Fat Girl, a été présélectionné pour le Prix Giller et a reçu le Amazon.ca First Novel Award. Son deuxième roman, Bunny, a été finaliste pour le Goodreads Choice Award dans la catégorie "Best Horror", et pour le New England Book Award. Son troisième roman, Tout va bien, a également été finaliste pour le Goodreads Choice Award dans la catégorie "Best Horror".
L'autrice travaille par ailleurs comme professeure adjointe à l'Université de Syracuse depuis 2020.

## Biographie
Mona Awad est née le 22 août 1978 à Montréal, Québec. Ses parents se sont rencontrés à Montréal, son père est un musulman égyptien qui a immigré au Canada dans les années 1970, et sa mère est une catholique canadienne-française d'origine serbe et irlandaise.
Mona Awad a déménagé à Mississauga, en Ontario, quand elle avait 13 ans,. Elle y a fréquenté l'école secondaire Father Michael Goetz. A l'Université York de Toronto, elle a étudié la littérature anglaise et obtient en 2004 un "Bachelor of Arts". Elle est ensuite diplômée d'une maîtrise de littérature anglaise à l'Université d'Édimbourg, d'une maîtrise en beaux-arts à l'Université Brown, et un doctorat à l'Université de Denver.

## Regards sur l’œuvre
Les premiers écrits de Mona Awad ont été publiés dans des magazines tels que McSweeney's, The Walrus, Joyland, Post Road, St. Petersburg Review et Maisonneuve . En tant que chroniqueuse pour Maisonneuve, elle a utilisé le pseudonyme de Veronica Tartley.
Dans une interview pour Electric Literature, l'autrice souhaite que ses histoires offrent aux lecteurs "un sentiment de connexion" afin que "les gens [puissent] se sentir moins seuls".
Son premier roman, 13 Ways of Looking at a Fat Girl, raconte la vie d'une femme et du regard qu'elle porte sur son propre corps, sous la forme de nouvelles liées entre elles. Ce roman a remporté le prix du premier roman d'Amazon.ca et a été présélectionné pour le prix Scotiabank Giller en 2016. Mona Awad s'est inspirée de sa propre expérience en tant que femme qui lutte avec sa propre image. Pour écrire ce roman, l'autrice raconte dans le Los Angeles Times qu'elle "a créé des playlists pour chaque chapitre" afin de mieux "s'immerger" dans l'histoire." 
Son deuxième roman, Bunny, raconte l'histoire de Samantha Mackey qui suit un prestigieux programme d'études supérieures situé en Nouvelle-Angleterre, à la fictive Warren University. Là, Samantha se retrouve empêtrée dans des rituels étranges menés par les "Bunnies" - ses camarades étudiantes qui sont plus que la clique qu'elles semblent être en surface. En 2023, Bad Robot Productions pense faire l'adaptation de Bunny,.
L'autrice Margaret Atwood a appelé Mona Awad son "héritière littéraire".

## Liste des œuvres
- (en) Woman Causes Avalanche, 2017, nouvelle[18]
- (en) 13 Ways of Looking at a Fat Girl, 2016, roman
- (en) Bunny, 2019, roman[19]
- Tout est bien, Simon & Schuster ((en) All's Well, 2021), roman[20]
- (en) Rouge, 2023, roman[21]